# Junta Electoral de Zona de Reinosa
La Junta Electoral de Zona de Reinosa es una de las seis en las que se divide la comunidad autónoma de Cantabria, creada en 1985 mediante la Ley Orgánica 5/1985, de 19 de junio, del Régimen Electoral General, en España.

## Ámbito geográfico
Esta Junta Electoral de Zona coincide con el ámbito geográfico del Partido judicial de Reinosa.
| Sede de la junta | Municipios que comprende |
| ---------------- | --- |
| Reinosa          | Campoo de Enmedio, Campoo de Yuso, Hermandad de Campoo de Suso, Pesquera, Reinosa, Las Rozas de Valdearroyo, San Miguel de Aguayo, Santiurde de Reinosa, Valdeolea, Valdeprado del Río y Valderredible. |